# Krzysztof Kotorowski
Krzysztof Kotorowski (* 12. September 1976 in Posen, Polen) ist ein ehemaliger polnischer Fußballtorhüter.

## Karriere
Kotorowski begann seine Karriere in der Jugendmannschaft von Olimpia Posen, später kam er zu Lubońer KS. Sein erster Profiverein war Dyskobolia Grodzisk, dem er sieben Jahre angehörte. 2003 spielte er für ein halbes Jahr bei Błękitni Stargard Szczeciński, ehe er 2004 zu Lech Posen wechselte.
Seinen ersten internationalen Einsatz hatte Kotorowski im UI-Cup 2005/06 mit Lech. Am 25. Juni 2005 spielte er im Rückspiel gegen den Vertreter aus Aserbaidschan, den FK Karvan Yevlax. Das Spiel endete 2:0, Lech kam im UI-Cup bis in die 2. Runde, in der der Verein gegen RC Lens ausschied. Seinen ersten Einsatz im UEFA-Cup hatte Kotorowski in der 2. Qualifikationsrunde 2008/09 gegen die Grasshoppers Zürich, das Spiel gewann Lech mit 6:0.

## Erfolge
- Polnischer Meister (2010, 2015)
- Polnischer Pokalsieger (2009)